# Podilski Tovtry Nationalpark
Podilski Tovtry Nationalpark (ukrainsk: Націона́льний приро́дний парк «Поді́льські То́втри») er en nationalpark beliggende i Khmelnytskyj og Kamjanets-Podilskyj rajoner (distrikter) i Khmelnytskyj oblast (provins) i den sydlige region af det vestlige Ukraine. Det er det største naturbeskyttelsesområde i landet.
Den nationalparken "Podilski Tovtry" blev oprettet efter dekret #476/96 fra Ukraines præsident Leonid Kutjma, den 27. juli 1996 for at bevare og beskytte det naturlige landskab i Podilien-regionen. Parken er en naturbevarende, rekreativ, kulturelt oplysende og videnskabeligt undersøgende institution af national betydning. I henhold til Ukraines lov af 21. september 2000 #1989-III hører den Ukraines nationale økologiske netværk i Podilen.

## Generelt overblik
Parkens har et areal på 2.613,16 km2. Floraen omfatter 1.700 forskellige arter, hvoraf 60 er i Ukraines røde bog der er Ukraines lokale Rødliste. Faunaen omfatter 217 forskellige arter, hvoraf 29 også rødlistet. I alt er der 127 naturbeskyttede objekter, som indeholder omkring 3.000 arter og formationer.
Parken er opdelt i flere funktionelle zoner: fra strengt beskyttede til områder med rekreative faciliteter. Der er også beboede områder med omkring 160 industrivirksomheder og landbrug, der skader naturen. Derfor er hovedmålet for nationalparken bevarelsen af den naturlige mangfoldighed og oprettelse af de organiserede zoner for rekreation og wellness.
Parkens naturlige grænser følger floden Zbrutj mod vest (syd for byen Sataniv), Dnestr mod syd mod Ushytsia-flodens udmunding, tidligere administrative grænser for Novousjytskyj og Dunajevetskyj rajoner mod øst, Dymytrov, Ordzhonikidze, Vatutin-kollektivet gårde (Horodok Raion) mod nord.

### Vigtige vartegn
- 15 forskellige statsreservater
- 4 statslige naturmonumenter
- Botanisk Have
- Bakotskabugten (Ramsarområde)
- Nedre Smotrych-floden (Ramsarområde)

### Kulturelle og historiske vartegn
- 19 arkæologiske seværdigheder
- 302 monumenter af historisk og kulturel arv (inklusive Kamianets-Podilskyi-slottet), hvoraf 205 er placeret i byen Kamianets-Podilskyi